# Onthophagus sprecherae
Onthophagus sprecherae es una especie de insecto del género Onthophagus, familia Scarabaeidae, orden Coleoptera.
Fue descrita científicamente por Moretto en 2013.